# Бруттии (племя)
Бруттии, бреттии (др.-греч. Βρέττιοι, лат. Brittiī, Brūttiī, Brūtiī, итал. Bruzi) — одно из италийских племён, народ, обитавший на крайнем юге Италии, от границ Лукании до Мессинского пролива (лат. Fretēnse mare, fretum Siculum) на территории, приблизительно соответствующий современной Калабрии.

## Этимология слова
Как греческие, так и латинские авторы утверждают, что бруттии — название народа. Никакого отдельного названия для обозначения этой страны в римских источниках не находится, римляне почти повсеместно использовали множественное число (бруттии), чтобы обозначить земли, в которых они обитали. Так, Ливий пользуется терминами Consentia in Bruttiis («Консенция бруттиев»), extremus Italiae angulus Bruttii («дальний угол Италии бруттиев»), Bruttii provincia («провинция бруттиев») и т. д., и такое употребление термина сохраняется до самой поздней античности. Название Бруттий, обозначающее провинцию или регион и принятое в современной историографии, в древних текстах не встречается. Хотя Мела и использует в одном тексте оборот in Bruttio, это, возможно, лишь сокращение выражения in Bruttio agro («в бруттийских землях»), которое употреблено им в другом месте, так же как и многими другими античными авторами. 
Греки, однако же, пользовались словом Βρεττία для обозначения страны, сохраняя слово Βρέττιοι для обозначения населяющего её народа. Так, Полибий несколько раз называет эту землю ἡ Βρεττιανὴ χώρα.
Название «бреттии» (Βρέττιοι) было дано им, как кажется, не греками, а луканами и означало «восставшие» (ἀποστάται «мятежники, беглые», δραπέται «беглые»). Этот термин был, тем не менее, принят и самими бруттиями, впоследствии утверждавшими, что имя их происходит от имени героя Бретта (Βρέττος), сына Геракла и Валентии. Юстин, в свою очередь, говорит о том, что своё название они выводили от некоей женщины по имени Бруттия, которая принимала участие в их восстании и в более поздних версиях этой легенды становилась уже царицей. 
Образование народа бруттиев из собрания повстанцев и беглецов относится Диодором к 356 году до н. э., и это согласуется с сообщением Страбона о том, что бруттии появились во время военной экспедиции Диона Сиракузского против Дионисия Младшего. Состояние хаоса, к которому были приведены южноиталийские полисы греков в результате войн с ними обоих Дионисиев (отца и сына), судя по всему, в значительной степени способствовало возрастанию влияния бруттиев. Имя народа, возможно, было и более древним, поскольку Диодор в другом месте говорит о том, что бруттии изгнали основавших новое поселение (Сибарис на Трэе) сибаритов, уцелевших после гибели их прежнего города. Стефан Византийский цитирует Антиоха Сиракузского, который использует имя «Бреттия» для обозначения этой области Италии, что кажется явной ошибкой. Примечательней то, что согласно тому же источнику слово «бреттийский» как прилагательное (μελαίνη γλώσσα Βρεττία «тёмный бреттийский язык» или «народ») употреблялось Аристофаном по крайней мере за 30 лет до того времени, которое считается временем появления народа бруттиев.

## История

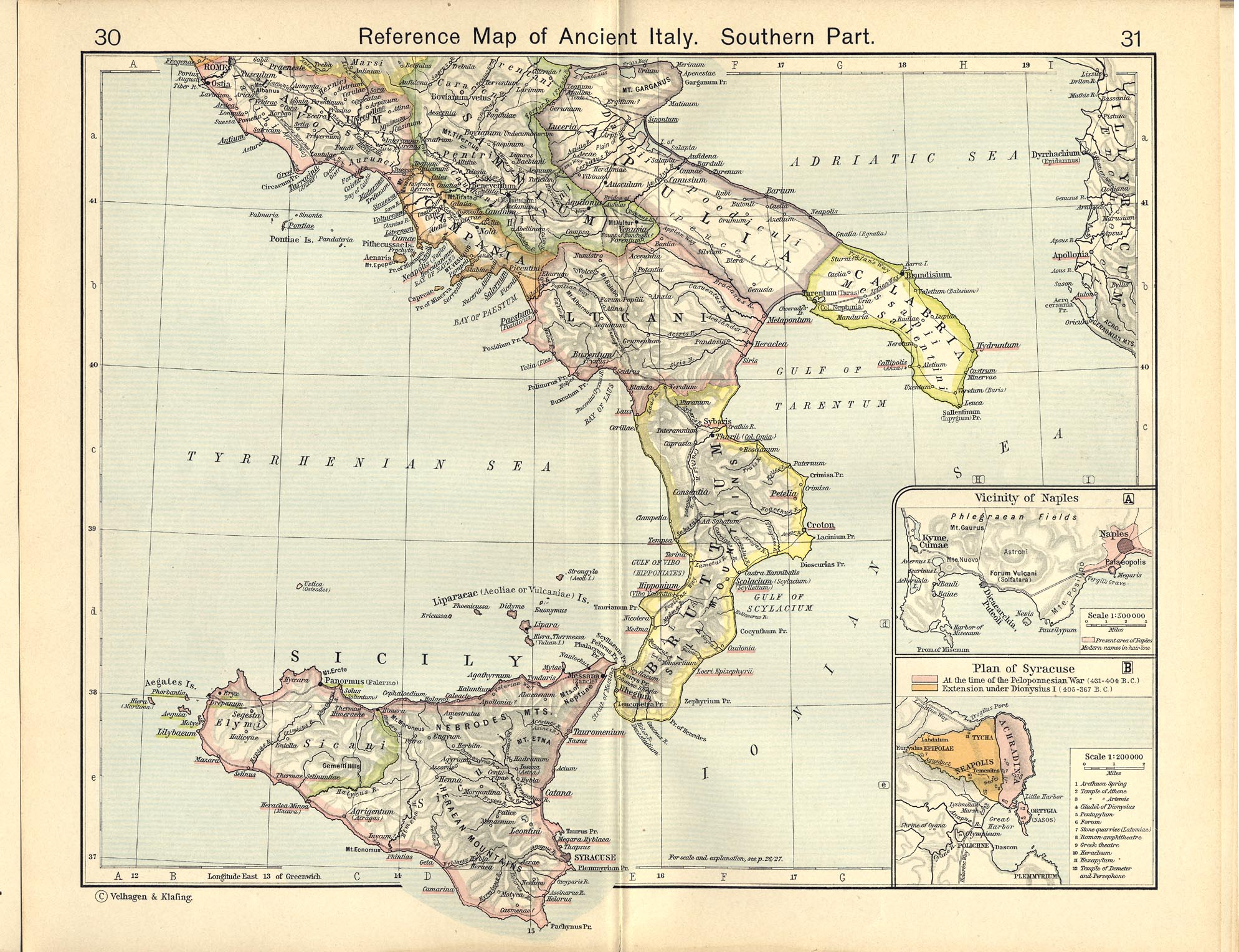
Южная Италия во времена античности

Бруттии говорили на оскском, как засвидетельствовано несколькими находками оскских надписей, хотя возможно, эти надписи — результат более позднего влияния со стороны их соседей, луканов, народа племенной группы сабеллов.
Земли бруттиев, или Бруттий, с трёх сторон были окружены морем, а на севере граничили с Луканией, от которой были отделены рекой Лаос. На западе эта область омывалась водами Тирренского моря, а на юге и востоке — тем, что в древности было известно как Сицилийское море; оно включало и Тарентийский залив.
Все античные авторы сходятся в том, что ни имя бруттиев, ни их происхождение не отличались какой-либо особенной древностью. Страна, занятая ими, по описанию античных историков была населена энотрами — одним из ветвей пеласгов. Первые греческие колонисты появились здесь в то время, когда энотры были ещё хозяевами этих земель. Красота страны и мягкость её климата наряду с расцветом первых греческих поселений оказались настолько притягательны, что в течение немногих лет берега Бруттия были уже густо усеяны эллинскими колониями, став, таким образом, частью Великой Греции. Сохранилось очень мало сведений о взаимоотношениях этих греческих полисов с племенами энотров, хотя весьма вероятно, что последние попали в ту или иную степень зависимости от греков, а в итоге — и в полное подчинение. Территории греческих городов охватывали всё побережье, так, что земли Кротоны и Сибариса граничили на реке Гилий, а земли Локр и Регия были разделены Галеком. Поскольку и Кротона, и Локры основали свои колонии на противоположной стороне полуострова, то, скорее всего, и внутренние его области также были в той или иной мере подчинены им.
Такой была обстановка во времена Пелопоннесской войны; но в следующем, IV столетии до н. э., произошли значительные перемены. Луканы (из племён сабеллов), расширявшие свои завоевания к югу и уже владевшие севером Энотрии, теперь усилили натиск в направлении Бруттия и, укрепившись здесь, основали подчинённое им царство в его внутренних областях. Вероятно, это произошло после их крупной победы над сибаритами у реки Лаос в 390 году до н. э. Немногим более 30 лет прошло со времени этого события до появления народа, именуемого бруттиями. Последние описываются античными авторами просто как сборище восставших рабов и прочих беглецов, укрывавшихся в гористых районах полуострова. Вполне вероятно, что значительная их часть составилась из энотров или пеласгов, которые воспользовались возможностью сбросить чужеземное ярмо. Юстин, однако, недвусмысленно указывает на то, что вожаками бруттиев была луканская молодёжь. Это кажется достаточным свидетельством того, что луканцы имели существенное значение в формировании бруттиев как народа.
Состоявшие первоначально из шаек изгнанников и разбойников, войска бруттиев вскоре стали многочисленными и достаточно боеспособными для того, чтобы противостоять силам луканов и не только им. Они стали нападать на прибрежные греческие города: Гиппоний (совр. Вибо-Валентия), Терину и Фурии, и некоторое время спустя подчинили их себе. Независимость бруттиев скоро была признана луканцами, и через 30 лет после восстания бруттиев два эти народа объединили свои усилия в борьбе против греческих соседей. Последние обратились за помощью к эпирскому царю Александру, который высадился с войсками в Италии и провёл несколько успешных кампаний, в ходе которых взял и разорил города Гераклею Луканскую, Консенцию (совр. Козенца), и Терину, но в конечном итоге погиб в сражении с объединёнными силами луканцев и бруттиев под Пандосией (326 г. до н. э.).
После этого бруттиям пришлось сражаться с силами Агафокла, который разорял их берега своим флотом, взял Гиппоний и превратил его в сильную крепость и морскую базу, после чего вынудил бруттиев заключить невыгодный для них мир. Вскоре, однако же, они вернули себе Гиппоний. Это был период их наибольшего подъёма и процветания, и в 282 г. до н. э. бруттии заключили союз с луканцами и самнитами против возрастающего могущества Рима. Бруттии упоминаются в составе вспомогательных войск в армии Пирра, но после поражения этого царя и его ухода из Италии им пришлось самостоятельно вести эту войну и испытать на себе всю её тяжесть. После нескольких кампаний римских полководцев Гая Фабриция Лусцина и Луция Папирия бруттии были приведены ими к покорности и вынуждены купить мир ценой уступки половины громадного лесного массива Силы, ценного своим строительным лесом и дёгтем. 
Хотя они и сохраняли спокойствие в течение всей Первой пунической войны, успехи Ганнибала в ходе Второй оказались непосильным испытанием для их верности Риму. После катастрофы при Каннах бруттии в числе первых разорвали свой союз с Римом и перешли на сторону карфагенян. Петелия и Консенция были вскоре разорены ими при помощи незначительных сил последних, после чего последовал также разгром городов Локр и Кротоны. Устоял только Регий: он смог противостоять силам карфагенян до самого конца войны. В 215 г. до н. э. Ганнон Старший, один из полководцев Ганнибала после поражения при Грументе от Тиберия Гракха отступил в Бруттий, где вскоре соединился со свежими силами из Карфагена. С этого времени он сделал Бруттий своей базой, откуда действовал против римских войск в Лукании и Самнии. После поражения и гибели Гасдрубала уже Ганнибал собрал свои силы на территории Бруттия, где и продолжил войну с Римом. Почти ничего неизвестно о тех четырёх годах, в течение которых Ганнибал удерживал свои позиции в этой области: вероятно, свою штаб-квартиру он основал поблизости от Кротоны, но название Castra Hannibalis («Лагерь Ганнибала») сохранила и местность неподалёку от небольшого городка на берегу залива Скиллации, что указывает и на этот выбор в качестве постоянного места дислокации. Тем временем римляне, избегая решительных сражений с Ганнибалом, один за другим осаждали и брали города, перешедшие на сторону противника: когда пунийский полководец был, наконец, отозван из Италии в Африку, их оставалось в руках карфагенян совсем немного.
Бедствия в ходе такого числа военных кампаний, следовавших одна за другой, нанесли непоправимый урон Бруттию, а меры, принятые римлянами для наказания бруттиев за измену, довершили его упадок. У бруттиев была отнята большая часть их земель, а народ низведён до состояния, граничащего с рабством: у него было отнято звание «союзника римского народа» (другие общины Италии это звание сохранили). Бруттии были низведены до самого бесправного разряда дедитициев, вследствие чего были объявлены непригодными для военной службы и использовались в свите римских магистратов в качестве курьеров, писцов, прислуги и т. д. В течение нескольких лет по завершении Второй пунической войны один из преторов ежегодно посылался с войсками для наблюдения за бруттиями. Для того, чтобы окончательно закрепить их подчинение, в этих землях были основаны три колонии: две колонии римского права в Темпсе и Кротоне и третья — латинского права в Гиппонии, который с этих пор получил название Вибон Валентия. Кроме того, одновременно с ними была основана и четвёртая колония, на границе их земель в Фуриях. 
С этого времени бруттии как народ исчезают из истории, но их земли снова стали ареной военных действий во время восстания Спартака, который после первых поражений от Красса отступил в самую южную часть Бруттия (именуемый Плутархом «Регийским полуостровом»), и в котором этот римский полководец запер его, вырыв ров и воздвигнув вдоль него частокол по всему перешейку от моря до моря. Вождь восставших, однако, с боем пробился через эту преграду и продолжил военные действия уже на территории Лукании. 
В ходе гражданских войн берега Бруттия неоднократно опустошались флотом Секста Помпея и были свидетелями столкновений сил последнего с силами Октавиана, который учредил штаб-квартиру своей армии и флота в Вибоне. Страбон писал, что в его время вся эта область пришла в полный упадок. Август включил её в «Третье Управление» (Regio III Lucania et Bruttii) вместе с Луканией. Обе они оставались в составе единой административной единицы вплоть до падения Римской империи, управляясь общим магистратом, имевшим титул Corrector («соправитель», т. е. «управляющий несколькими областями»). Тем не менее «Книги колоний» (Liber Coloniarum) рассматривают провинцию Бруттиев (Provincia Bruttiorum) как отдельную от Лукании.